# وطن (تیمورملک)
وطن  جماعت و شهرکی در جنوب غربی کشور تاجیکستان است که در ناحیهٔ تیمورملک ولایت ختلان قرار دارد. جمعیت این جماعت ۹۶۴۳ است.